# Dinyl
Dinyl byl lék (tablety), s kombinací analgetik a barbiturátů. Vyráběl se ve Slovakofarmě Hlohovec od 60. let až do fúze s firmou Léčiva (nyní Zentiva). Díky nízké ceně (v roce 1980 3,20 Kčs) a dobré účinnosti byl populární u některých skupin chronicky nemocných.

## Složení
Dle zdroje  v jedné tabletě:
- aminofenazon 200 mg
- fenacetin 200 mg
- kofein 50 mg
- allobarbital 18 mg
- butobarbital 12 mg

## Indikace (v dobách používání)
Bolesti hlavy, zubů, neuralgie, bolesti po menších operacích. 

## Upozornění (v dobách používání)
Dinyl není vhodný, pokud lze úlevy bolesti dosáhnout analgetiky bez aminofenazonové, fenacetinové nebo barbiturátové složky s menším rizikem vážných nežádoucích účinků a lékové závislosti…